# Margaret Thatcher
Margaret Hilda Thatcher, barunica Thatcher (Grantham, 13. listopada 1925. – 8. travnja 2013.) bila je britanska političarka i prva žena na položaju premijera Ujedinjenog Kraljevstva, poznata kao Čelična lady ili Željezna lady (eng. Iron Lady).

## Životopis

### Djetinjstvo i obrazovanje
Rođena je 13. listopada 1925. u braku Alfreda i Beatrice Roberts u malom trgovačkom mjestu Grantham na istoku Engleske. Obitelj je imala malu trgovinu koja se nalazila uz kuću u kojoj su i živjeli. Margaret je pohađala mjesnu državnu školu sve dok se nije upisala na studij kemije na Oxfordu. Njezina mentorica bila je Dorothy Hodgkin, pionirka u kristalografiji X zraka, koja će za svoj rad 1964. dobiti i Nobelovu nagradu.
Promišljajući o svojoj budućnosti Margaret je kemiju stavljala u drugi plan. Od kemije više ju je zanimala politika s kojom je već imala dodirnih točaka jer je njezin otac na lokalnoj razini bio aktivan u Konzervativnoj stranci. Tijekom studija izabrana je za predsjednicu studenske udruge konzervativaca na oxfordskom sveučilištu. U svojim srednjim dvadesetim godinama kandidirala se na listi Konzervativne stranke na lokalnim izborima u Dartfordu (1950. i 1951.). Bila je tada najmlađa kadidatkinja na izborima u Velikoj Britaniji ikad. Oba je puta izgubila, ali je u Dartfordu upoznala svog budućeg supruga Denisa Thatchera. Denis je bio mjesni poslovni čovjek koji je vodio obiteljsku tvrtku. Vjenčali su se 1951. i dvije godine kasnije (1953.) dobili blizance (sin Mark i kćer Carol).

### Politička karijera
Tijekom pedesetih godina dvadesetog stoljeća Margaret se školovala za odvjetnicu. Politički rad nije zapustila i 1959. uspjela je postati članica lokalne skupštine Finchleya. Kada su se konzervativci vratili na vlast 1970. i premijer postao Edward Heath dobila je mjesto ministrice obrazovanja. Na mjestu ministrice imala je teške dane jer je početkom sedamdesetih Britaniju zahvatio val studentskog radikalizma. Svaki put kad bi se pojavila na prosvjedima izviždali bi je, a oporba je koristila svaku priliku da joj ospori sposobnost nošenja s problemima. Kompletna politička scena i društveno raspoloženje u Britaniji skretali su ulijevo što se Konzervativnoj stranici niti malo nije sviđalo. Na koncu konzervativci su izgubili vlast 1974. godine. Nakon ovog poraza u Konzervativnoj je stranci počelo sazrijevati mišljenje kako su promjene unutar stranke nužne. Na unutarstranačkim izborima dojučerašnja bliska Heathova suradnica kandidirala se za mjesto predsjednice stranke nasuprot Heathu i u drugom krugu pobijedila. Postala je tako prva predsjednica Konzervativne stranke i prva žena vođa britanske oporbe.

### Predsjednica vlade
Nakon četverogodišnje vladavine laburista na općim izborima 1979. ponovno pobjeđuje Konzervativna stranka i Thatcher postaje prva predsjednica vlade Velike Britanije, koji je položaj držala od 4. svibnja 1979. do 28. studenoga 1990. godine, što je najduži mandat jednog predsjednika vlade Ujedinjenog kraljevstva od 1827. godine. Došavši na mjesto premijerke odmah je poduzela bolne i nužne rezove jer problemi s kojima se morala suočiti bili su veliki. Broj nezaposlenih dosezao je tri milijuna, inflacija je rasla, velik dio prerađivačke industrije je propao, a državni proračun je bio u minusu. U proljeće 1981. britansko se gospodarstvo počelo oporavljati i premijerki je popularnost rasla. Iznenada u travnju 1982. pojavili su se problemi i na vanjskopolitičkom planu jer je argentinska vojska zauzela Falklande, otočje uz argentinsku obalu koje je kontrolirala Velika Britanija. Premijerka Thatcher nije dugo oklijevala - poslala je britansku vojsku da uspostavi nadzor na otočjem. U lipnju iste godine (1982.) Falklandi su opet bili pod britanskom vlašću.
Ostat će zabilježena kao jedna od najkontroverznijih političarki 20. stoljeća s podjednakim brojem onih koji ju idealiziraju i onih koji je osporavaju. Ono što joj, međutim, nitko ne može osporiti jest činjenica da je pokazala više odlučnosti nego bilo koji drugi političar njezine generacije. Poznata je po odličnim odnosima s američkim predsjednikom Ronaldom Reaganom, koji ju je izuzetno cijenio i smatrao svojom najbližom savjetnicom, te po načinu na koji je Ujedinjeno Kraljevstvo odvela u Falklandski rat 1982. godine.
Kada se počelo pričati o ujedinjenu dvije Njemačke Margaret Thatcher se oštro tomu usprotivila. To je potvrdio i njemački kancelar Kohl s kojim se posvađala na susretu u Parizu smatrajući kako je ujedinjena Njemačka presnažna za ostatak Europe, te da slabi Sovjetski Savez. Kohl je poslije tvrdio da je cijelo vrijeme susreta bila izrazito bijesna i lupala nogom u pod. Nakon unutarstranačkog previranja podnijela je ostavku na premijersko mjesto 28. studenoga 1990. i sa suzama u očima obratila se britanskoj javnosti priopćivši joj tu odluku. Nakon 11 i pol godina neprekinut vlast na premijerskom mjestu naslijedio ju je John Major.

### Kasniji život
Za vrijeme posjeta Hrvatskoj u rujnu 1998. hrvatski predsjednik Franjo Tuđman odlikovao je Margaret Thatcher jednim od najviših hrvatskih odlikovanja Veleredom kralja Dmitra Zvonimira s lentom i Danicom. Dobitnica je i počasnog doktorata Sveučilišta u Zagrebu.

## Uloga za slobodnu Hrvatsku
Margaret Thatcher je poznata po citatima Rat u Jugoslaviji nije građanski rat, to je rat komunističke Srbije protiv demokratskih država Hrvatske i Slovenije, te Zašto Tuđmanu zamjeraju da je nacionalist, pa i ja sam britanska nacionalistkinja.

## Smrt
Umrla je 8. travnja 2013., u jutarnjim satima, nakon moždanog udara.